# Таґуті Масахару
Таґуті Масахару (9 січня 1916 — 29 червня 1982) — японський плавець.
Олімпійський чемпіон 1936 року.